# バレーボールケニア女子代表
バレーボールケニア女子代表（バレーボールケニアじょしだいひょう）は、バレーボールの国際大会で編成されるケニアの女子バレーボールナショナルチームである。マルキア・ストライカーズの愛称を持つ。

## 歴史
1964年に国際バレーボール連盟へ加盟。1991年から中学生レベルだったチームを、大西努が監督として指導を行いアフリカ選手権で優勝し、世界クラブ選手権に出場。1997年にかけて4連覇を達成した。
特に、協会役員の意識改革とナショナルチーム選手への規律(心)の厳しい指導を徹底して行いケニアバレーボールの基礎を構築した。
2000年シドニーオリンピックに初出場し、2004年アテネオリンピックで連続出場したが、2008年1月の北京オリンピックアフリカ予選で敗退した。世界選手権は初出場の1994年大会から連続出場を果たしており、2006年大会では日本人の菅原貞敬が監督として指揮を執り、日本と対戦して話題になった。2009年からは入澤秀寛が監督に就いていた。2010年の世界選手権にはBグループで登場したが、勝利を奪えず予選ラウンド敗退の21位タイだった。2011年のアフリカ選手権において7度目の優勝を飾り、2大会連続でワールドカップ出場を決めた。
2020年、カメルーンのヤウンデで行われたアフリカ予選で優勝し、2020年東京オリンピック出場を果たした。

## 過去の成績

### オリンピックの成績
- 1992年 - 最終予選敗退
- 1996年 - 予選敗退
- 2000年 - 11位
- 2004年 - 11位
- 2008年 - アフリカ予選敗退
- 2012年 - 最終予選出場辞退[4]
- 2016年 - 最終予選敗退
- 2020年 - 12位

### 世界選手権の成績
1952年から1990年まで出場なし
- 1994年 - 13位
- 1998年 - 13位
- 2002年 - 21位
- 2006年 - 21位
- 2010年 - 21位
- 2014年 - アフリカ予選敗退
- 2018年 - 20位
- 2022年 - 19位

### ワールドカップの成績
- 1991年 - 12位
- 1995年 - 11位
- 2007年 - 12位
- 2011年 - 12位
- 2015年 - 10位
- 2019年 - 11位

### アフリカ選手権の成績
| - 1991年 - 優勝 - 1993年 - 優勝 - 1995年 - 優勝 - 1997年 - 優勝 - 2003年 - 準優勝 | - 2005年 - 優勝 - 2007年 - 優勝 - 2011年 - 優勝 - 2013年 - 優勝 - 2015年 - 優勝 | - 2017年 - 準優勝 - 2019年 - 準優勝 - 2021年 - 準優勝 - 2023年 - 優勝 |

## 歴代代表選手
- ブラックサイデス・カダンビ
- マーシー・モイム